# День Астероида
День Астероида — международная информационная кампания, нацеленная на освещение астероидной опасности и возможные методы предотвращения столкновений астероидов с Землей. День астероида отмечается каждый год 30 июня — именно в этот день с Землей в 1908 году столкнулся Тунгусский метеорит, что привело к масштабной астероидной катастрофе. В декабре 2016 года День Астероида был официально задекларирован на Генеральной Ассамблее ООН.
Инициаторами Дня Астероида являются режиссёр Григорий Рихтерс, исполнительный директор фонда Фонда B612 Даника Реми, астронавт НАСА Рассел Швайкарт, и Брайан Мэй — гитарист группы Queen и астрофизик. Декларацию Дня Астероида подписали многие выдающиеся ученые, технологи, деятели культуры, предприниматели (среди них — Ричард Докинз, Билл Най, Питер Гэбриел, Алексей Леонов, Кип Торн, Лорд Мартин Рис, Брайан Кокс и другие).

## История
В феврале 2014 года, Брайан Мэй, астрофизик и гитарист группы Queen, начал сотрудничать с режиссёром Григом Рихтерсом, и написал музыкальное сопровождение для его фильма На 51 градус севернее (фильм-катастрофа о падении большого астероида на Лондон). После показа фильма на фестивале Starmus Festival в 2014 году, Рихтерс и Мэй объявили об организации Дня Астероида.
15 февраля 2015, к второй годовщине падения челябинского метеорита, Григорий Рихтерс выпустил интерактивное видео об этом событии.

## Декларация Дня Астероида
Рабочая группа Дня Астероида составила декларацию под названием «Декларация 100X», которая обращена к ученым и технологам с призывом поддержки идеи спасения Земли от будущих столкновений с астероидами. Однако декларация может быть подписана не только специалистами, но и любыми гражданами, заинтересованными в решении этой проблемы. В мае 2017 года, декларация подписана сотнями знаменитостей и более чем 40 тысячами граждан разных стран.
В декларации указаны три основные цели:
1. С помощью правительственных, частных и благотворительных организаций привлечь существующие технологии для обнаружения и мониторинга околоземных астероидов, несущих потенциальную угрозу для населения Земли.
2. Достичь стократного увеличения числа обнаруживаемых астероидов и довести его до 100 тысяч в течение 10 лет.
3. Принятие Дня Астероида по всему миру с целью повышения информированности населения об астероидной опасности и возможных методах её предотвращения. С официальным принятием Дня Астероида в ООН в 2016 году, можно считать, что эта цель выполнена.